# گمینا کووال
گمینا کووال (به لهستانی:  Gmina Kowal) یک گمینا در لهستان است که در شهرستان ووتس‌واوک واقع شده‌است. گمینا کووال ۱۱۴٫۷۵ کیلومتر مربع مساحت و ۴٬۰۸۹ نفر جمعیت دارد.